# 25378 Erinlambert
A 25378 Erinlambert (ideiglenes jelöléssel 1999 TY197) a Naprendszer kisbolygóövében található aszteroida. A LINEAR projekt keretében fedezték fel 1999. október 12-én.